# 第3回立法院議員総選挙
第3回立法院議員総選挙（だい3かいりっぽういんぎいんそうせんきょ）は、1956年3月11日に行われた琉球政府の立法院議員選挙である。

## 選挙データ

### 公示日
- 1956年2月20日

### 投票日
- 1956年3月11日

### 議席数
- 29議席

### 選挙制度
- 小選挙区制

### 有権者数
- 320,930人
（男性：144,048人、女性：176,882人）

### 立候補者数
- 59人

## 主な争点
復帰問題とともに米軍によって収用された土地問題の解決が大きな争点になった。
前回の総選挙で、議席が伯仲した琉球民主党と沖縄社会大衆党が、どこまで議席を獲得するのかが注目された。選挙の結果、民主党が29選挙区中16選挙区で勝利、16議席を得て圧勝した。

## 選挙結果

### 投票率
- 78.94%

### 当選者
- 第1区 - 新里善福
- 第2区 - 中里猛
- 第3区 - 大城善英
- 第4区 - 儀間文彰
- 第5区 - 中村三男
- 第6区 - 新里銀三
- 第7区 - 仲宗根巌
- 第8区 - 仲里嘉英
- 第9区 - 松井義正
- 第10区 - 喜友名正謹

- 第11区 - 大山朝常
- 第12区 - 平良幸市
- 第13区 - 宮城清吉
- 第14区 - 知念朝功
- 第15区 - 平良良松
- 第16区 - 宮里栄輝
- 第17区 - 親里嘉英
- 第18区 - 安里積千代
- 第19区 - 大湾喜三郎
- 第20区 - 安谷屋周良

- 第21区 - 長嶺秋夫
- 第22区 - 新垣義常
- 第23区 - 宮城寛雄
- 第24区 - 照屋善清
- 第25区 - 下地淳一
- 第26区 - 下里恵良
- 第27区 - 与儀達敏
- 第28区 - 大浜国浩
- 第29区 - 星克

### 党派別獲得議席
| 党派           | 得票数  | 得票率 | 議席 |
| -------------- | ------- | ------ | ---- |
| 琉球民主党     | 174,549 | 52.1%  | 16   |
| 沖縄社会大衆党 | 74,072  | 22.1%  | 8    |
| 沖縄人民党     | 15,066  | 4.5%   | 1    |
| 無所属         | 71,206  | 21.3%  | 4    |

出：表「党派別当選者数および得票数」、沖縄タイムス編集『沖縄年鑑』1969（昭和44年）復刻版、446頁